# Contea di Monroe (Illinois)
La contea di Monroe ( in inglese Monroe County ) è una contea dello Stato dell'Illinois, negli Stati Uniti. La popolazione al censimento del 2000 era di 27 619 abitanti. Il capoluogo di contea è Waterloo.

## Storia
La contea di Monroe fu costituita nel 1816 ed era l'ottava contea dell'Illinois. Il suo nome deriva da James Monroe, presidente degli Stati uniti eletto proprio nel 1816. Il suo primo capoluogo fu Harrisonville, successivamente inondata dal Mississippi da non confondersi con la comunità autonoma locale situata qualche chilometro più a est. Divenne capoluogo Waterloo nel 1825.

## Società

### Evoluzione demografica
Al censimento del 2000 risultano 27 619 abitanti, 10275 abitazioni e 7778 famiglie residenti. Dal punto di vista razziale, il 98,77% è Bianco, 0,05% Afro-Americano, 0,19% Nativo-Americano, 0,31% Asiatico.

## Geografia antropica

### Suddivisioni amministrative

#### Città
- Columbia
- Waterloo

#### Villaggi
- Fults
- Hecker
- Maeystown
- Valmeyer